# Carabus cancellatus
Carabus cancellatus es una especie de coleóptero adéfago de la familia Carabidae. Habita en centro y norte de Europa y Siberia. Ha sido introducido en Norteamérica. Tiene un tamaño de 17-32 mm de longitud.

## Subespecies
Tiene nueve subespecies:
Carabus cancellatus alessiensis Apfelbeck 1901
Carabus cancellatus cancellatus Illiger, 1798
Carabus cancellatus carinatus Charpentier, 1825
Carabus cancellatus corpulentus Kraatz, 1880
Carabus cancellatus emarginatus Duftschmid, 1812
Carabus cancellatus excisus Dejean, 1826
Carabus cancellatus graniger Palliardi, 1825
Carabus cancellatus tibiscinus Csiki, 1906
Carabus cancellatus tuberculatus Dejean, 1826